# Powiat Kunszentmárton
Powiat Kunszentmárton (węg. Kunszentmártoni járás) – jeden z siedmiu powiatów komitatu Jász-Nagykun-Szolnok na Węgrzech. Siedzibą władz jest miasto Kunszentmárton.

## Miejscowości powiatu Kunszentmárton
- Cibakháza
- Csépa
- Cserkeszőlő
- Kunszentmárton
- Nagyrév
- Öcsöd
- Szelevény
- Tiszaföldvár
- Tiszainoka
- Tiszakürt
- Tiszasas